# Dentex abei
Dentex abei är en fiskart som beskrevs av Iwatsuki, Akazaki och Taniguchi 2007. Dentex abei ingår i släktet Dentex och familjen havsrudefiskar. Inga underarter finns listade i Catalogue of Life.